# Batembuzi
Les Batembuzi sont une dynastie légendaire dans les traditions bantoues de l'Afrique des Grands Lacs, notamment des peuples vivant dans le Bunyoro et le Nkore, dans l'actuel Ouganda. Dans l'histoire mythique de cette région, ils sont les ancêtres de la dynastie des Bacwezi, fameux héros honorés dans le culte des esprits kubandwa.
Le récit de la disparition du dernier roi de la dynastie des Batembuzi, Isaza, explique le lien de parenté entre les Batembuzi et les Bacwezi. Le roi du monde souterrain, Nyamiyonga, tente d'attirer Isaza dans son royaume, et il y parvient d'une façon qui varie selon les versions du récit, en général après plusieurs tentatives infructueuses. Selon une version de l'histoire, Nyamiyonga offre d'abord à Isaza son alliance de sang, puis la main de Nyamata, et finalement deux vaches. Isaza descend donc pour toujours dans le monde souterrain, où il épouse la fille de Nyamiyonga, Nyamata. Isaza et Nyamata ont ensemble un fils, Isimbwa, et c'est ce dernier qui, devenu adulte et une fois remonté à la surface, devient l'ancêtre de la dynastie des Bacwezi lorsqu'il séduit et libère Nyinamwiru, la fille de Bukuku, ancien portier d'Isaza, qui avait pris le pouvoir dans le royaume des Batembuzi en l'absence de son maître. Conformément à une prophétie, l'enfant d'Isambwa et de Nyinamwiru, Ndahura, tue Bukuku au cours d'une rixe et monte sur le trône ; il devient le premier roi de la dynastie des Bacwezi et fonde l'empire légendaire des Bacwezi, parfois appelé empire du Kitara.